# Una lei tra di noi
Una lei tra di noi (En kort en lang) è un film del 2001 diretto da Hella Joof.
Il film è stato inserito nel Festival cinematografico internazionale di Mosca 2002.

## Trama
La storia narra di una coppia gay, Jørgen e Jacob, che vivono in una felice unione civile. Un giorno Jacob chiede al compagno di sposarlo, e lui accetta di iscriversi nella lista dei richiedenti il matrimonio tra persone dello stesso sesso in Danimarca; in seguito però egli dichiara di essersi innamorato di Caroline, la quale è già sposata con il fratello di Jørgens, Tom.
Jacob è lacerato, perché gli pare di desiderare entrambi alla stessa maniera. Rimasta incinta, vuole fare la cosa giusta sposandola. Ma il segreto non può rimanere tale oltre un certo periodo di tempo e, quando la notizia diviene di dominio pubblico, iniziano a sorgere ancora più complicazioni.